# Curling-Europameisterschaft 2003
Die Curling-Europameisterschaft 2003 der Männer und Frauen fand vom 5. bis 13. Dezember in Courmayeur in Italien statt.

## Turnier der Männer

### Teilnehmer
| Dänemark | Deutschland | England |
| --- | --- | --- |
| Skip: Ulrik Schmidt Third: Lasse Lavrsen Second: Carsten Svensgaard Lead: Joel Ostrowski Ersatz: Torkil Svensgaard | Skip: Sebastian Stock Third: Daniel Herberg Second: Markus Messenzehl Lead: Patrick Hoffman Ersatz: Stephan Knoll | Skip: James Dixon Third: Andrew Reed Second: Harvey Curle Lead: Richard Murray Ersatz: Martyn Deakin            |
| Finnland | Frankreich | Italien |
| Skip: Wille Mäkelä Third: Tuomas Vuori Second: Jani Sullanmaa Lead: Jari Rouvinen Ersatz: Jarmo Kalilainen         | Skip: Thomas Dufour Third: Philippe Caux Second: Lionel Roux Lead: Tony Angiboust Ersatz: Julien Charlet          | Skip: Stefano Ferronato Third: Fabio Alverà Second: Marco Mariani Lead: Alessandro Zisa Ersatz: Adriano Lorenzi |
| Norwegen | Schottland | Schweden |
| Skip: Thomas Ulsrud Third: Torger Nergård Second: Thomas Due Lead: Jan Thoresen Ersatz: Thomas Løvold              | Skip: David Murdoch Third: Craig Wilson Second: Neil Murdoch Lead: Euan Byers Ersatz: Ronald Brewster             | Skip: Peter Lindholm Third: Tomas Nordin Second: Magnus Swartling Lead: Peter Narup Ersatz: Anders Kraupp       |
| Schweiz | | |
| Skip: Bernhard Werthemann Third: Thomas Lips Second: Thomas Hoch Lead: Daniel Widmer Ersatz: Stefan Traub          | | |

### Round Robin
| Platz | Team        | Spiele | Siege | Ndlg. |
| ----- | ----------- | ------ | ----- | ----- |
| 1.    | Dänemark    | 9      | 8     | 1     |
| 2.    | Schweden    | 9      | 7     | 2     |
| 3.    | Schweiz     | 9      | 6     | 3     |
|       | Schottland  | 9      | 6     | 3     |
| 5.    | Norwegen    | 9      | 5     | 4     |
|       | Deutschland | 9      | 5     | 4     |
| 7.    | Frankreich  | 9      | 4     | 5     |
| 8.    | Italien     | 9      | 2     | 7     |
|       | Finnland    | 9      | 2     | 7     |
| 10.   | England     | 9      | 0     | 9     |

| Datum   | Zeit  | Begegnung                | Resultat |
| ------- | ----- | ------------------------ | -------- |
| 5. Dez. | 15:00 | Deutschland – Schweden   | 7:6      |
|         |       | Frankreich – Italien     | 7:9      |
|         |       | Norwegen – Finnland      | 8:5      |
|         |       | Dänemark – Schottland    | 5:4      |
|         |       | Schweiz – England        | 8:5      |
| 6. Dez  | 20:00 | England – Italien        | 2:8      |
|         |       | Schweden – Schweiz       | 7:8      |
|         |       | Finnland – Frankreich    | 8:9      |
|         |       | Schottland – Deutschland | 5:3      |
|         |       | Dänemark – Norwegen      | 6:5      |
| 7. Dez. | 16:00 | Frankreich – Norwegen    | 5:6      |
|         |       | Schottland – Italien     | 6:4      |
|         |       | Deutschland – Schweiz    | 8:6      |
|         |       | Dänemark – Schweden      | 5:8      |
|         |       | Finnland – England       | 7:4      |
| 8. Dez. | 08:00 | Schweden – Finnland      | 8:4      |
|         |       | Dänemark – Deutschland   | 7:6      |
|         |       | Norwegen – Italien       | 9:4      |
|         |       | England – Frankreich     | 5:6      |
|         |       | Schweiz – Schottland     | 4:3      |
|         | 16:00 | Dänemark – Frankreich    | 11:3     |
|         |       | Finnland – Schottland    | 2:8      |
|         |       | Schweden – England       | 8:4      |
|         |       | Norwegen – Schweiz       | 3:8      |
|         |       | Italien – Deutschland    | 3:7      |

| Datum    | Zeit  | Begegnung                | Resultat |
| -------- | ----- | ------------------------ | -------- |
| 9. Dez.  | 08:00 | Italien – Schweiz        | 7:11     |
|          |       | Deutschland – England    | 9:2      |
|          |       | Schottland – Norwegen    | 8:7      |
|          |       | Finnland – Dänemark      | 3:13     |
|          |       | Schweden – Frankreich    | 7:0      |
|          | 20:00 | Norwegen – Deutschland   | 7:5      |
|          |       | Italien – Schweden       | 1:9      |
|          |       | Schweiz – Finnland       | 6:4      |
|          |       | Frankreich – Schottland  | 4:9      |
|          |       | England – Dänemark       | 2:7      |
| 10. Dez. | 16:00 | Schottland – England     | 9:3      |
|          |       | Schweiz – Frankreich     | 1:9      |
|          |       | Italien – Dänemark       | 6:7      |
|          |       | Schweden – Norwegen      | 7:3      |
|          |       | Deutschland – Finnland   | 6:4      |
| 11. Dez. | 16:00 | Schweiz – Dänemark       | 3:4      |
|          |       | England – Norwegen       | 3:9      |
|          |       | Frankreich – Deutschland | 6:5      |
|          |       | Italien – Finnland       | 4:8      |
|          |       | Schottland – Schweden    | 5:7      |

### Tie-break
Um die Plätze acht und neun zu ermitteln, musste ein Entscheidungsspiel ausgetragen werden.
| Datum    | Zeit  | Begegnung          | Resultat |
| -------- | ----- | ------------------ | -------- |
| 12. Dez. | 15:30 | Finnland – Italien | 5:6      |

|  | Halbfinale     | Halbfinale | Halbfinale |   |            | Finale           | Finale           | Finale           |
|  |                |            |            |   |            |                  |                  |                  |
|  | 12. Dez. 20:00 |            |            |   |            |                  |                  |                  |
|  | 1              | Dänemark   | 4          |   |            |                  |                  |                  |
|  | 4              | Schottland | 6          |   |            | 13. Dez. 14:00   | 13. Dez. 14:00   | 13. Dez. 14:00   |
|  |                |            |            | 4 | Schottland | 11               |                  |                  |
|  |                |            |            |   | 2          | Schweden         | 5                |                  |
|  | 2              | Schweden   | 10         |   |            |                  |                  |                  |
|  | 3              | Schweiz    | 5          |   |            | Spiel um Platz 3 | Spiel um Platz 3 | Spiel um Platz 3 |
|  |                |            |            |   |            | 3                | Schweiz          | 8                |
|  | 1              | Dänemark   | 9          |   |            |                  |                  |                  |
|  |                |            |            |   |            | 13. Dez. 14:00   |                  |                  |

| Platz | Land        |
| ----- | ----------- |
| 1     | Schottland  |
| 2     | Schweden    |
| 3     | Dänemark    |
| 4     | Schweiz     |
| 5     | Norwegen    |
| 6     | Deutschland |
| 7     | Frankreich  |
| 8     | Italien     |
| 9     | Finnland    |
| 10    | England     |

## Turnier der Frauen

### Teilnehmer
| Dänemark | Deutschland                                                                                             | England |
| --- | --- | --- |
| Skip: Dorthe Holm Third: Malene Krause Second: Denise Dupont Lead: Camilla Hansen Ersatz: Lisa Richardson           | Skip: Andrea Schöpp Third: Monika Wagner Second: Jane Boake-Cope Lead: Anna Hartelt Ersatz: Sina Irral  | Skip: Fiona Hawker Third: Kristy Balfour Second: Lorna Rettig Lead: Nicola Woodward Ersatz: Sarah Johnston           |
| Italien | Norwegen                                                                                                | Russland |
| Skip: Diana Gaspari Third: Giulia Lacedelli Second: Rosa Pompanin Lead: Violetta Caldart Ersatz: Chiara Olivieri    | Skip: Dordi Nordby Third: Hanne Woods Second: Marianne Haslum Lead: Camilla Holth Ersatz: Heriette Wang | Skip: Olga Scharkowa Third: Nkeiruka Jesech Second: Jana Nekrassowa Lead: Ljudmila Priwiwkowa Ersatz: Angela Tuvaeva |
| Schottland | Schweden                                                                                                | Schweiz |
| Skip: Edith Loudon Third: Karen Addison Second: Lynn Cameron Lead: Katie Loudon Ersatz: Jackie Lockhart             | Skip: Anette Norberg Third: Eva Lund Second: Cathrine Norberg Lead: Anna Bergström Ersatz: Maria Prytz  | Skip: Luzia Ebnöther Third: Carmen Küng Second: Tanya Frei Lead: Nadia Röthlisberger Ersatz: Laurence Bidaud         |
| Tschechien | | |
| Skip: Pavla Rubasova Third: Hana Synácková Second: Lenka Sáfránková Lead: Vera Netusilova Ersatz: Lenka Danielisova | | |

### Round Robin
| Platz | Team        | Spiele | Siege | Ndlg. |
| ----- | ----------- | ------ | ----- | ----- |
| 1.    | Schweden    | 9      | 9     | 0     |
| 2.    | Dänemark    | 9      | 6     | 3     |
|       | Schweiz     | 9      | 6     | 3     |
|       | Schottland  | 9      | 6     | 3     |
| 5.    | Italien     | 9      | 5     | 4     |
|       | Norwegen    | 9      | 5     | 4     |
| 7.    | Deutschland | 9      | 4     | 5     |
| 8.    | Russland    | 9      | 3     | 6     |
| 9.    | Tschechien  | 9      | 1     | 8     |
| 10.   | England     | 9      | 0     | 9     |

| Datum   | Zeit  | Begegnung                | Resultat |
| ------- | ----- | ------------------------ | -------- |
| 5. Dez. | 12:00 | Schottland – Russland    | 4:5      |
|         |       | Schweiz – Norwegen       | 9:5      |
|         |       | Deutschland – Tschechien | 9:2      |
|         |       | Italien – England        | 12:4     |
|         |       | Schweden – Dänemark      | 10:1     |
| 6. Dez  | 12:00 | Norwegen – England       | 10:4     |
|         |       | Schweden – Deutschland   | 10:4     |
|         |       | Schweiz – Dänemark       | 8:9      |
|         |       | Russland – Tschechien    | 12:4     |
|         |       | Italien – Schottland     | 4:6      |
| 7. Dez  | 08:00 | Dänemark – Deutschland   | 9:8      |
|         |       | Russland – Italien       | 5:8      |
|         |       | Norwegen – Schweden      | V:G      |
|         |       | Schweiz – Schottland     | 10:3     |
|         |       | Tschechien – England     | 11:4     |
|         | 20:00 | Schweiz – Schweden       | 6:8      |
|         |       | Schottland – England     | 11:3     |
|         |       | Tschechien – Italien     | 5:8      |
|         |       | Deutschland – Norwegen   | 6:9      |
|         |       | Dänemark – Russland      | 9:1      |
| 8. Dez. | 20:00 | Russland – Norwegen      | 3:8      |
|         |       | Dänemark – Tschechien    | 8:2      |
|         |       | Schottland – Deutschland | 5:4      |
|         |       | England – Schweden       | 3:8      |
|         |       | Schweiz – Italien        | 8:6      |

| Datum    | Zeit  | Begegnung               | Resultat |
| -------- | ----- | ----------------------- | -------- |
| 9. Dez.  | 16:00 | Schweden – Tschechien   | 8:5      |
|          |       | Norwegen – Schottland   | 4:10     |
|          |       | Russland – Schweiz      | 3:5      |
|          |       | Dänemark – Italien      | 10:3     |
|          |       | England – Deutschland   | 4:8      |
| 10. Dez. | 12:00 | England – Dänemark      | 5:10     |
|          |       | Deutschland – Russland  | 5:4      |
|          |       | Italien – Norwegen      | 10:9     |
|          |       | Tschechien – Schweiz    | 4:10     |
|          |       | Schottland – Schweden   | 1:8      |
|          | 20:00 | Deutschland – Italien   | 4:10     |
|          |       | England – Schweiz       | 5:11     |
|          |       | Dänemark – Schottland   | 6:7      |
|          |       | Schweden – Russland     | 10:7     |
|          |       | Norwegen – Tschechien   | 7:6      |
| 11. Dez. | 12:00 | Tschechien – Schottland | 5:8      |
|          |       | Italien – Schweden      | 4:9      |
|          |       | England – Russland      | 8:9      |
|          |       | Norwegen – Dänemark     | 7:6      |
|          |       | Deutschland – Schweiz   | 6:4      |

|  | Halbfinale     | Halbfinale | Halbfinale |   |         | Finale           | Finale           | Finale           |
|  |                |            |            |   |         |                  |                  |                  |
|  | 12. Dez. 11:30 |            |            |   |         |                  |                  |                  |
|  | 2              | Dänemark   | 5          |   |         |                  |                  |                  |
|  | 3              | Schweiz    | 6          |   |         | 13. Dez. 10:00   | 13. Dez. 10:00   | 13. Dez. 10:00   |
|  |                |            |            | 3 | Schweiz | 6                |                  |                  |
|  |                |            |            |   | 1       | Schweden         | 7                |                  |
|  | 1              | Schweden   | 9          |   |         |                  |                  |                  |
|  | 4              | Schottland | 3          |   |         | Spiel um Platz 3 | Spiel um Platz 3 | Spiel um Platz 3 |
|  |                |            |            |   |         | 4                | Schottland       | 4                |
|  | 2              | Dänemark   | 5          |   |         |                  |                  |                  |
|  |                |            |            |   |         | 13. Dez. 10:00   |                  |                  |

| Platz | Land        |
| ----- | ----------- |
| 1     | Schweden    |
| 2     | Schweiz     |
| 3     | Dänemark    |
| 4     | Schottland  |
| 5     | Italien     |
| 6     | Norwegen    |
| 7     | Deutschland |
| 8     | Russland    |
| 9     | Tschechien  |
| 10    | England     |